# Dysschema hodeva
Dysschema hodeva är en fjärilsart som beskrevs av Druce 1910. Dysschema hodeva ingår i släktet Dysschema och familjen björnspinnare. Inga underarter finns listade i Catalogue of Life.